# Новогромыкский сельсовет
Новогромыкский сельсовет (бел. Новаграмы́цкі сельсавет) — упразднённая административно-территориальная единица в составе Ветковского района Гомельской области Белоруссии. Административный центр — деревня Новые Громыки.

## История
После второго укрупнения БССР с 8 декабря 1926 года Новогромыкский (Новостарогромыкский) сельсовет в составе Светиловичского района Гомельского округа БССР. С 4 августа 1927 года в составе Ветковского района.
30 декабря 1927 года сельсовет укрупнен, в его состав вошла территория упразднённых Глыбовского, Потёского и Шейкогутковского (Шейковского) сельсоветов.
После упразднения окружной системы 26 июля 1930 года в Ветковском районе БССР, с 20 февраля 1938 года — Гомельской области. 16 июля 1954 года к сельсовету присоединена территория упразднённого Бартоломеевского сельсовета. 
С 25 декабря 1962 года в составе Гомельского района, с 6 января 1965 года в составе восстановленного Ветковского района.
В 1968 году упразднен посёлок Красная Звезда (соединился с деревней Бартоломеевка). 21 октября 1968 года в состав Беседского сельсовета переданы деревня Бартоломеевка и посёлки Восток, Петуховка, в состав сельсовета из Столбунского сельсовета передана деревня Рудня Столбунская.
На 1 января 1974 года в составе Новогромыкского сельсовета 7 населённых пунктов.
28 января 1991 года сельсовет упразднен, его территория присоединена к Бартоломеевскому, Неглюбскому и Столбунскому сельсоветам.

## Состав
- Новые Громыки — деревня